# مسييه 110
م110 أو مسييه 110 (بالإنجليزية: Messier 110 أو M110 أو NGC 205) هي مجرة إهليلجية قزمة تابعة لمجرة المرأة المسلسلة (أندروميدا). وهي تحوي سحابة من الغبار الكوني وربما توجد بها منطقة تولّد نجوم جديدة، وهي صفة غير عادية بالنسبة للمجرات الأهليجية القزمة.
تصل درجة لمعان مسييه 110 نحو 9و7 قدر ظاهري وهي باتساع 6و18 دقيقة قوسية وبعرض 11,8 دقيقة قوسية وتوجد في كوكبة المرأة المسلسلة. وهي تابعة لمجرة المرأة المسلسلة المسجلة تحت رقم مسييه 31 وتصنف أحيانا كمجرة قزمة كروية. وتبلغ كتلة المجرة القزمة م110 بنحو 6و3 مليار كتلة شمسية ولها هالة حولها تحوي نحو 8 من التجمعات النجمية.

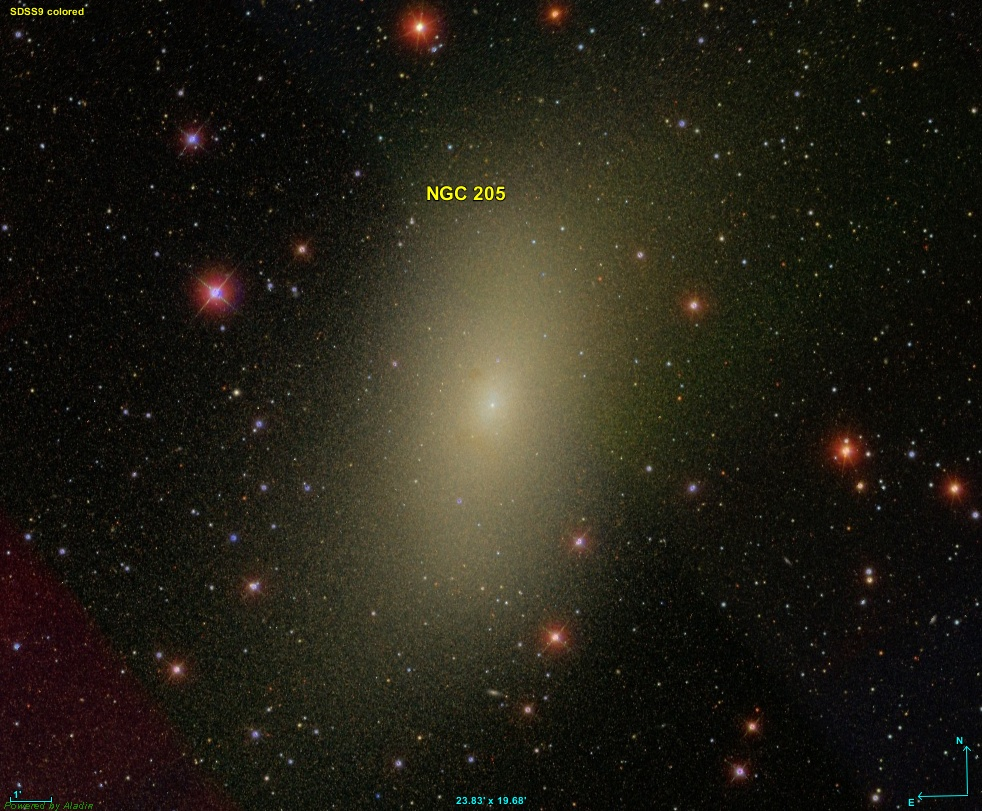
مسييه 110

بجانب مسييه 32 تعتبر المجرة القزمة مسييه 110 ثاني تابع ناصع للمجرة الكبيرة أندروميدا وهم بذلك من ضمن أعضاء المجموعة المحلية البالغ عددهم نجو 30 مجرة.

## خصائصها
- الاتساع: 9و21 دقيقة قوسية في 11 دقيقة قوسية
- درجة اللمعان: 9و8 قدر ظاهري
- بعدها عن الأرض: 69و2 مليون سنة ضوئية
- تتبع المجموعة المحلية.

## تاريخ الأكتشاف
العالم الفلكي شارلز مسييه لم يضع المجرة ضمن قائمة مجراته، ولكنها صورت من قبله مع مجرة المرأة المسلسلة، المجرة اكتشفت من قبل العالمة كارولين هيرشل في 27 أغسطس 1783, أخوها ويليام هيرشل وصف اكتشافها في عام 1785. وتم تعيين رقم المجرة عن قبل كينيث غلين جونز في عام 1967.
القليل من المتعرات العظمى رصدت في هذه المجرة من ضمنها واحد اكتشف عام 1999 من قبل جونسون. وواحد اخر اكتشف عام 2002 من قبل ناكانو

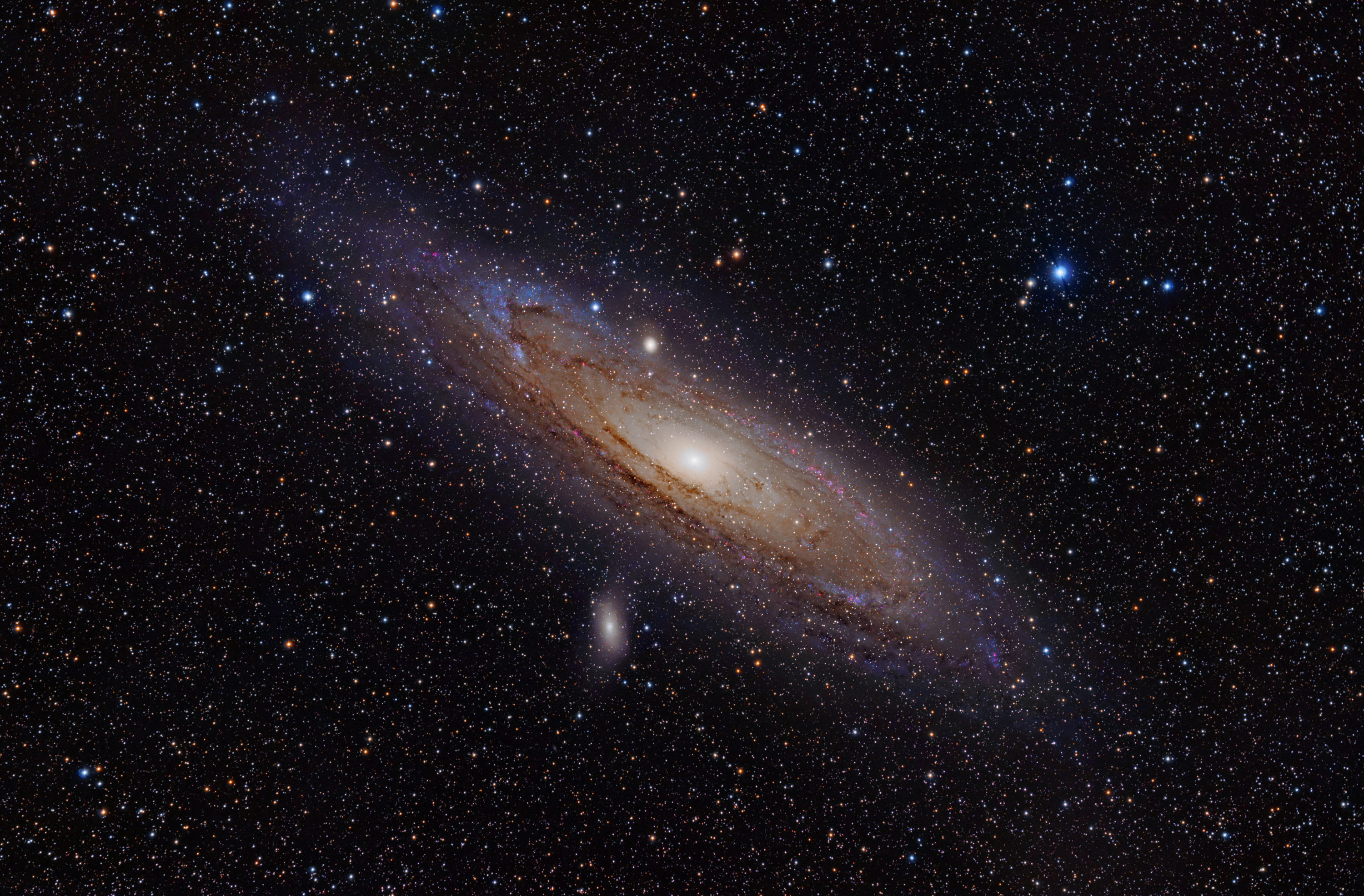
المرأة المسلسلة (مجرة) وبجوارها مجرة مسييه 110 (ترى أسفل منها صغيرة).

وسموتو.

## اقرأ أيضا
- المجموعة المحلية
- مجرة حلزونية
- مجرة محدبة
- نجم
- مجرة
- قزم أبيض
- عملاق أحمر
- الانفجار العظيم
- خط زمني للانفجار العظيم
- نجم نيوتروني
- ثقب أسود

## وصلات خارجية
- موقع الكون